# 杉山镇
杉山镇，是中华人民共和国湖南省娄底市娄星区下辖的一个乡镇级行政单位。

## 行政区划
杉山镇下辖以下地区：
恩口社区、杉山村、花溪村、塘坪村、田湾村、集云村、鹞子村、栗松村、万乐村、木山村、四季村、泉福村、田坪村、坝塘村、染铺村、乐善村、石底村、石龙村和石垣村。